# كريستا شرودر
إميلي كريستين شرودر، معروفة أيضًا باسم كريستا شرودر (19 مارس 1908 - 28 يونيو 1984)، كانت إحدى السكرتيرات الشخصية لأدولف هتلر قبل وأثناء الحرب العالمية الثانية.

## النشأة
ولدت في بلدة هانوفيرش موندن الصغيرة وانتقلت إلى ناغولد بعد وفاة والديها. عملت هناك كمحامية من عام 1929 إلى مارس 1930.

## العمل لهتلر
بعد مغادرها ناغولد إلى ميونيخ، تم تعيين شرودر ككاتبة اختزال في قسم (Oberste SA-Führung)، في القيادة العليا لكتيبة العاصفة. هناك تعرفت على هتلر في أوائل عام 1933، عندما تم تعيينه للتو مستشارًا. لقد أعجب هتلر بشرودر وقام بتعيينها في يونيو 1933.
عاشت شرودر في وكر الذئب بالقرب من راستنبرج، وهو المقر العسكري لأدولف هتلر في الجبهة الشرقية في الحرب العالمية الثانية من عام 1941 حتى غادر هو وموظفوه للمرة الأخيرة في 20 نوفمبر 1944.
وعندما سحب هتلر مقر قيادته إلى مخبأ الفوهرر في برلين في يناير 1945، ذهبت معه ومع طاقمه. قبل أواخر أبريل 1945، كان هتلر يتناول الغداء بانتظام مع شرودر وزميلته السكرتيرة يوهانا وولف.
في 20 أبريل 1945، أثناء معركة برلين، أمر هتلر شرودر، وولف، ألبرت بورمان، الأدميرال كارل يسكو فون بوتكامر، د. تيودور موريل، د. هوغو بلاشكه, وستة من كتاب الاختزال والعديد من الآخرين بمغادرة برلين بالطائرة إلى أوبيرسالزبيرج. طارت المجموعة من برلين في رحلات مختلفة بطائرات "Fliegerstaffel des Führers" المسؤول عنها هانز باور خلال الأيام الثلاثة التالية.
يعد وصفها لخدمتها كسكرتيرة لهتلر في كتاب (كان رئيسي، 2002) مصدرًا مهمًا في دراسة السنوات النازية.

## حياتها بعد الحرب
ألقي القبض عليها في 28 مايو 1945 في هينترسي بالقرب من بيرشتسجادن. تم استجواب شرودر من قبل ضابط الاتصال الفرنسي ألبرت زولر الذي خدم في الجيش الأمريكي السابع. وتم إطلاق سراحها بعد ثلاث سنوات في 12 مايو 1948.
شكلت الاستجوابات والمقابلات اللاحقة في عام 1948 الأساس لأول لكتاب نُشر عن هتلر بعد الحرب العالمية الثانية في عام 1949، بعنوان "هتلر بريفات" (هتلر على انفراد). ونُشرت ترجمة إنجليزية لكتاب شرودر "كان رئيسي" في عام 2009 تحت عنوان "كان رئيسي: مذكرات سكرتيرة أدولف هتلر". يتضمن الكتاب مقدمة أنطون يواكيمستالر من الطبعة الألمانية الأصلية ومقدمة جديدة كتبها روجر مورهاوس.
تم نشر الكتاب بشكل متسلسل في مجلة ذا صنداي تلغراف ومجلة "الاسبوع" وصحيفة نيويورك بوست.
بعد الحرب، عملت شرودر سكرتيرة لشركة إنشاءات في ميونيخ. وتوفيت في 28 يونيو 1984 في ميونيخ عن عمر يناهز 76 عامًا.

### اقتباسات
1. 1 2 3 4  Joachimsthaler 1999، صفحة 281.
2. ↑  I was Hitler's secretary, The Daily Telegraph, 26 April 2009. نسخة محفوظة 2023-04-04 على موقع واي باك مشين.
3. ↑  Kershaw 2008، صفحة 881.
4. ↑  Kershaw 2008، صفحة 894.
5. ↑  Joachimsthaler 1999، صفحة 78.
6. ↑  Kershaw 2008، صفحة 923.
7. 1 2  Joachimsthaler 1999، صفحة 98.
8. ↑  Schroeder, Christa (19 Aug 2009). He Was My Chief: The Memoirs of Adolf Hitler's Secretary (بالإنجليزية). Casemate Publishers. ISBN:978-1-78303-064-4. Archived from the original on 2023-04-04.